# Liste der Baudenkmäler in Staudach-Egerndach
Auf dieser Seite sind die Baudenkmäler in der oberbayerischen Gemeinde Staudach-Egerndach zusammengestellt. Diese Tabelle ist eine Teilliste der Liste der Baudenkmäler in Bayern. Grundlage ist die Bayerische Denkmalliste, die auf Basis des Bayerischen Denkmalschutzgesetzes vom 1. Oktober 1973 erstmals erstellt wurde und seither durch das Bayerische Landesamt für Denkmalpflege geführt wird. Die folgenden Angaben ersetzen nicht die rechtsverbindliche Auskunft der Denkmalschutzbehörde.

## Baudenkmäler nach Ortsteilen

### Staudach
| Lage                                 | Objekt                                                  | Beschreibung | Akten-Nr.     | Bild             |
| ------------------------------------ | ------------------------------------------------------- | --- | ------------- | ---------------- |
| Bahnhofstraße 28 (Standort)          | Stadel                                                  | mit Flachsatteldach und Hochlaube, an der Firstpfette bezeichnet mit dem Jahr 1802; eingebauter, erdgeschossiger Getreidekasten, bezeichnet mit dem Jahr 1803. | D-1-89-146-1  | BW               |
| Bahnhofstraße 37 (Standort)          | Gasthaus zur Mauth                                      | Einfirstbau mit Flachsatteldach und profilierten Pfettenköpfen, an Portal und Firstpfette bezeichnet mit dem Jahr 1791. | D-1-89-146-2  | BW               |
| Bahnhofstraße 43 (Standort)          | Figur des hl. Johann von Nepomuk                        | im Giebel, Mitte 18. Jahrhundert. | D-1-89-146-3  | BW               |
| Bahnhofstraße 44 (Standort)          | Wohnhaus                                                | ehemaliges Nebengebäude zum Gasthof, mit Halbwalmdach, wohl zweites Viertel 19. Jahrhundert. | D-1-89-146-4  | BW               |
| Hadergasse 20 (Standort)             | Kleinhaus                                               | mit Flachsatteldach, Blockbau-Obergeschoss und Bretterlaube, Kern Anfang 18. Jahrhundert. | D-1-89-146-5  | BW               |
| Hadergasse 32, 34 (Standort)         | Ehem. Wohnhaus der Staudacher Zementfabrik Adolf Kroher | zweigeschossiger Flachsatteldachbau mit Geschossbänderung, segmentbogigen Fenstern und traufseitiger Laube, um 1870; ehem. Büro- und Laborgebäude, eingeschossiger Flachsatteldachbau mit Kroher‘scher Zementplattendeckung, ehem. Holzständerbau, nachträglich versteinert, gleichzeitig, im Kern älter | D-1-89-146-21 | BW               |
| Marquartsteiner Straße 11 (Standort) | Ehemaliges Brunnenhaus der Soleleitung                  | erdgeschossig mit Halbwalmdach, Anfang 19. Jahrhundert. | D-1-89-146-7  | BW               |
| Marquartsteiner Straße 16 (Standort) | Nebengebäude                                            | Obergeschoss teilweise Blockbau, bezeichnet mit dem Jahr 1748; im Erdgeschoss integrierter älterer Getreidekasten, 16./17. Jahrhundert. | D-1-89-146-8  | BW               |
| Mühlwinkl 3 (Standort)               | Stattliches Mühlengebäude                               | mit einseitig abgeschlepptem Flachsatteldach, zwei Lauben und Dreieckserker, im Kern 17. Jahrhundert, 1879 (bezeichnet mit dem Jahr an der Firstpfette) überformt. | D-1-89-146-9  | weitere Bilder   |
| Mühlwinkl 3 a (Standort)             | Mühlwinklkapelle                                        | wohl zweite Hälfte 19. Jahrhundert. | D-1-89-146-10 | Mühlwinklkapelle |
| Schulweg 15 (Standort)               | Ehemaliges Bauernhaus                                   | mit Blockbau-Obergeschoss und erneuerten Lauben, an der Firstpfette bezeichnet mit dem Jahr 1667. | D-1-89-146-11 | BW               |
| Weidacher Straße 15 (Standort)       | Bauernhaus                                              | Einfirstanlage mit Blockbau-Obergeschoss und Laube, an der Firstpfette bezeichnet mit dem Jahr 1677. | D-1-89-146-12 | BW               |

### Weitere Ortsteile
| Lage                                                 | Objekt                               | Beschreibung | Akten-Nr.     | Bild           |
| ---------------------------------------------------- | ------------------------------------ | --- | ------------- | -------------- |
| Bayern 9 (Standort)                                  | Bauernhaus                           | Wohnteil massiv mit erneuerten Lauben, Blockbaugiebel und bemalten Pfettenköpfen, im Kern 1735 und Ende 18. Jahrhundert.                                          | D-1-89-146-13 | BW             |
| Egerndach 11 (Standort)                              | Katholische Filialkirche St. Andreas | spätgotisch, Ende 15. Jahrhundert, 1867 und 1895 erneuert; mit Ausstattung; West- und Südzug der Friedhofsmauer mit Korbbogennischen, wohl Mitte 19. Jahrhundert. | D-1-89-146-14 | weitere Bilder |
| Einöd, Bergener Straße 68 (Standort)                 | Ehemaliges Bauernhaus                | Wohnteil mit Flachsatteldach, Blockbau-Obergeschoss und Bretterlaube, im Kern wohl 17. Jahrhundert, Firstpfette bezeichnet mit dem Jahr 1813.                     | D-1-89-146-15 | BW             |
| Nähe Einöd (Standort)                                | Lourdeskapelle                       | kreisrunder Zentralbau, erbaut 1887; mit Ausstattung. | D-1-89-146-16 | BW             |
| Gastätt 12 (Standort)                                | Bauernhaus                           | Massivbau mit Flachsatteldach und Hochlaube, Rotmarmorportal bezeichnet mit dem Jahr 1797.                                                                        | D-1-89-146-17 | BW             |
| Schnappenwinkl, Marquartsteiner Straße 60 (Standort) | Bauernhaus                           | zweigeschossiger Massivbau mit Kniestock, Flachsatteldach und erneuerten Lauben, erbaut 1841. 2017 abgebrannt.                                                    | D-1-89-146-18 | BW             |
| Steinach 4 (Standort)                                | Stadel                               | dreigeschossig mit Flachsatteldach und zum Teil massivem Erdgeschoss, Firstpfette bezeichnet mit dem Jahr 1820.                                                   | D-1-89-146-20 | BW             |